# Tueur de cafards
Tueur de cafards est une bande dessinée française de Jacques Tardi et Benjamin Legrand, publiée en 1984 chez l'éditeur Casterman.